# Andalúz ló

Az andalúz ló vagy spanyol ló a 20. század eleje óta „tisztavérű spanyol fajtának” (pura raza española) számít. Az andalúz kifejezés a fajta származási helyére utal, de ezt a nevet a köznyelv számos egyéb, nem tisztán tenyésztett, de a térségben élő egyedre is használja, ezért látták szükségesnek egy új, pontos név bevezetését. A fajtatiszta andalúzok neve előtt a PRE rövidítést szokták használni. Az elnevezés a spanyol Pura Raza Espanola rövidítése, ami tiszta spanyol fajtát jelent. Ez a fajta nagyon könnyen tanul meg elegáns mozdulatokat.

## Története
A Kr. e. 4000-ben készült barlangrajzok tanúsága szerint az andalúz őseit már ebben az időszakban is lovagolták, ami a történelmi kutatások jelenlegi állása szerint azt jelenti, hogy ezeket a lovakat használták a világon először hátasként.
A fajta, amely a Guadalquivir folyó vidékén alakult ki, egyes elméletek szerint a tarpán eredetű sorraia póni, az arab és a berber leszármazottja. Bizonyítható, hogy az andalúzt már Julius Caesar korában is idegen vértől mentesen tenyésztették. A spanyol ló számos uralkodót elbűvölt. Az andalúz szerelmese volt Caligula római császár, Oroszlánszívű Richárd, Nagy Frigyes és Napóleon is. Emellett szinte minden királyi és nemesi udvarnak elengedhetetlen résztvevője volt a spanyol ló vagy valamely olyan fajta, melyben spanyol vér is csörgedezik.
Eredetük a 8. századra a mór időkre vezethető vissza. Az Ibériai-félszigetre került berber lovak és a helyi spanyol lovak keresztezéséből alakult ki. Más vélemények szerint az egykori numídiai-kárthágói lovak utódai. Az andalúziai lovaknak igen nagy befolyása volt az európai és amerikai lófajták kialakulására, mint a lipicai, kladrubi, frederiksborgi, oldenburgi, orlov és a criollo. Az első jelentős andalúz tenyészetet a córdobai ménes adta, melyet II. Fülöp, 1571-ben alapított meg. Egyik őse a sorraia póni, a vadló és a tarpán keverékéből származó fajta, a Római Birodalom kedvelt harci lova. Mai formáját a mór hódítás során a berber lovakkal való keresztezéssel nyerte el. A lovagkorban Európa szerte kedvelt harci ló volt. Tenyésztését az állami méneskönyv gazdája, a Jefatura de Cria Caballar szabályozza. A méneskönyvben számos ló őseit egészen az 1400-as években alapított Cartujano vérvonalig lehet visszakövetni. A 19. század elején az andalúzok tenyésztésének egy részét Pater D. Pedro Jose Zapata y Caro irányította. Az ő felügyelete alatt híressé lett zapata ménes egyedei jórészt feketék és pejek voltak. Ez az állomány nemesítette a portugál alter-realt. A lipicai, a Quarter horse, az appaloosa, a Connemara, a Cleveland Bay és számos más fajta tenyésztéséhez is felhasználták. Három fő vérvonala van: az ősi Carthausiai vérvonal, valamint a versenyzésre inkább alkalmas Escalera és Bohorquez.

### Tenyésztése
A fajta tenyésztése a középkor utolsó századaiban a dél-spanyol karthauzi kolostorokban folyt. Egy híres nemes, Don Alvaro Obertus de la Valeto végrendeletében a szerzetesrendre hagyott egy 40 km²-es, lótenyésztésre kiválóan alkalmas területet, így 1476-ban bekövetkezett halála után a lótenyésztéshez jól értő karthauziak vették át a tenyészet vezetését. A három legfontosabb tisztavérű tenyészet Jerez de la Fontera, Sevilla és Casallo környékén működött. Ezenkívül jelentős volt a nemesi családok andalúzállománya is: a zamoranos, a guzmanes és a valenzuelas mind-mind ilyen magántulajdonú ménes volt.
Az andalúz méneseket több súlyos csapás is mérte: Napóleon seregei számos egyedet zsákmányoltak, de szerencsére a szerzetesek el tudták rejteni az állomány egy részét. 1832-ben járvány pusztított az ekkor már nem karthauzi kézen lévő állományban, amit csak néhány egyed élt túl. A spanyol kormány ekkor egészen az 1960-as évekig kiviteli tilalmat rendelt el az andalúzra, a fajta regenerálása érdekében.
Az Andalúz Tenyésztő Szövetség 1912-ben alakult. Érdekesség, hogy az andalúzt elfogadják a luzitán fajtájában, de fordítva ez már nem igaz.

### A fajta használata
Az andalúz lovat már a kezdetektől elsősorban hátaslóként hasznosították. Majdnem mindenki számára ideális ló. Egyes egyedei gyermeklónak, mások hobbilónak, megint mások versenyzésre alkalmasak, de lehet használni akár fogatban is. Sporttársként leginkább az ugrósportban és a díjlovaglásban felel meg. Találkozhatunk vele lovas bemutatókon és cirkuszokban is. Manapság újra kezdik virágkorukat élni, az új, „barokk divatnak” köszönhetően. Sok hobbilovas egyszerűen temperamentuma és természet adta feligazodottsága miatt kedveli, mivel ezek talán a legelegánsabb hátaslóvá teszik. Élénk vérmérsékletük ellenére könnyen fegyelmezhetők, jól irányíthatók, gondozójukkal bensőséges kapcsolatot alakítanak ki. A tartással és a takarmányozással szemben nem igényesek.
Ez a fajta ma az egyik legkedveltebb hátasló a világon: egyedül Andalúziában 124 ezer tenyészkanca található. A fajta rokontenyésztése tilos, de a nagy egyedszám miatt erre nincs is szükség.

### Hatása más lovakra
Az andalúztól eredeztethető a lipicai, a nápolyi ló, az alter-real, a luzitán, a frederiksborgi és a kladrubi ló is. Kisebb hányadban, de szintén található spanyol vér a nóniusz, a holsteini, a hannoveri, a württembergi és valószínűleg a connemara fajtában is. Spanyol eredetű volt az angol telivér fajta kialakításához használt kancák egy része is. A spanyol ló a hidegvérűek közül hatott a boulogne-ira és a norira is. Az észak- és dél-amerikai lótenyésztésében szinte minden fajta spanyol őstől származik. Ma már lehetetlen megmondani, hogy a más fajtákban használt spanyol vérvonalak mekkora hányada volt andalúz, az viszont bizonyos, hogy a fajta küllemi jegyei gyakorlatilag minden, itt felsorolt fajta egyedein fellelhetők.

## Jellemzői
Az andalúz a barokkos fajták közé tartozik, élettere a mediterrán éghajlat. Megnyerő külső, elegancia jellemzi. Mozgása tetszetős, akciós, dinamikus, de inkább fölfelé irányul, ellentétben a modern sportló nyújtott, térölelő vágtájával. Testfelépítése nemes, feje nagy. Széles homloka, nagy szemei, szépen ívelt nyaka van, mely magasan illesztett, martájéka nem kifejezett. Az egész testre, így a hátra is jellemző a jól izmoltság. Jellegzetessége a széles vállak, arányos, viszonylag rövid test, gömbölyű far, közepesen hosszú erős lábak, dús selymes tapintású, hullámos sörény és farokszőrzet. Vérmérséklete szerint melegvérű, marmagassága 162–167 cm között van. A színe leggyakrabban szürke vagy pej, ritkábban fekete. Főleg a bikaviadalokon használják, sportlónak kevésbé alkalmas. Atletikus, fordulékony, intelligens, tanulékony, megbízható, jármódjai jó minőségűek: ütemes lépés, akciós ügetés, nyugodt, lapos vágta. Közkedveltek, a tartással és a takarmányozással szemben nem igényesek, hátaslóként hasznosítják őket. A nagy, erős csontozatú példányok a legértékesebbek, mert kevesebb van belőlük.

## Hasznosítása
A legtöbb andalúz díjlovaglásra használható, de néhány egyed kifejezetten jól ugrik.

## A Spanyol Iskola
- Az andalúz eleganciája, akciós mozgása és tanulékonysága tette lehetővé a híres spanyol lovasiskola megalapítását, melynek föld feletti és egyéb gyakorlatait a Bécsi Spanyol Lovasiskola is hasznosította.